# Holzrichter-Gletscher
Der Holzrichter-Gletscher ist ein breiter Gletscher in der antarktischen Ross Dependency. Er fließt von den nordöstlichen Hängen der Prince Olav Mountains zwischen Mount Wade und Mount Oliver zum Gough-Gletscher, den er unmittelbar nördlich des Mount Dodge erreicht.
Das Advisory Committee on Antarctic Names benannte ihn 1966 nach Captain Max Alfred Holzrichter (1918–2004), stellvertretender Kommandeur und Stabschef der Unterstützungseinheiten der United States Navy in Antarktika von 1964 bis 1965.